# Foorplein (premetrostation)
Foorplein is de (voorlopige) naam van een spookstation van de Antwerpse premetro. Een andere soms gebruikte naam is Hof ter Loo naar de nabij gelegen wijk. Het station ligt in Borgerhout aan de Turnhoutsepoort, waar de Turnhoutsebaan de Singel en de Ring kruist. Door de ligging vlak naast het vroegere station Borgerhout op de oostelijke ringlijn (oa. spoorlijn 12 en spoorlijn 27A), zou het in de toekomst geschikt kunnen zijn als overstapstation.

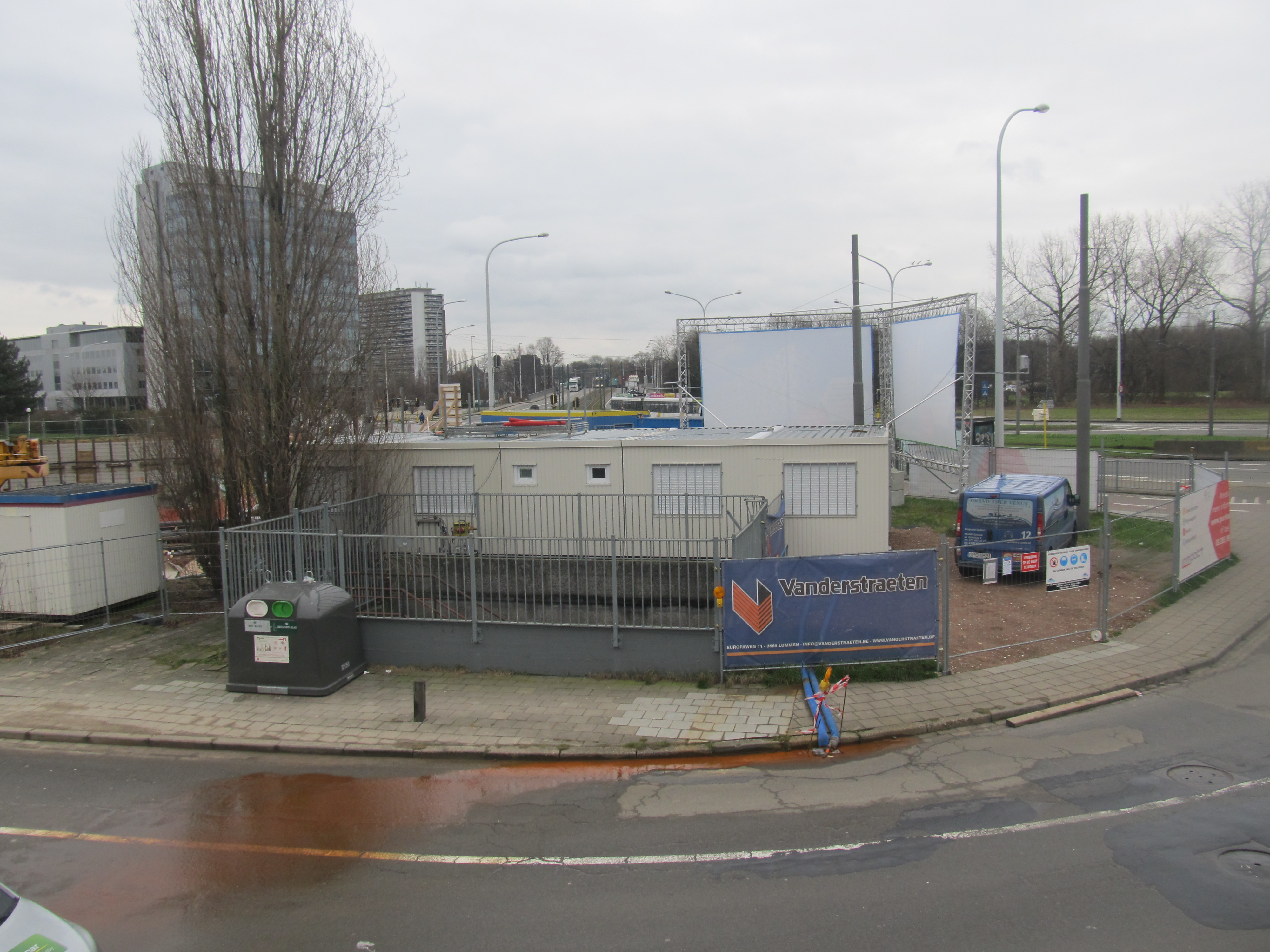

Het station is bedoeld voor tramlijn 10, die nu onder de Turnhoutsebaan en langs dit station van Antwerpen naar Wijnegem rijdt. Het heeft twee perrons met een lengte van 60 meter. Aan de oostzijde van het station (richting Deurne) bevindt zich een in 2017 geopende helling, waarlangs de trams de premetro in- en uitrijden.

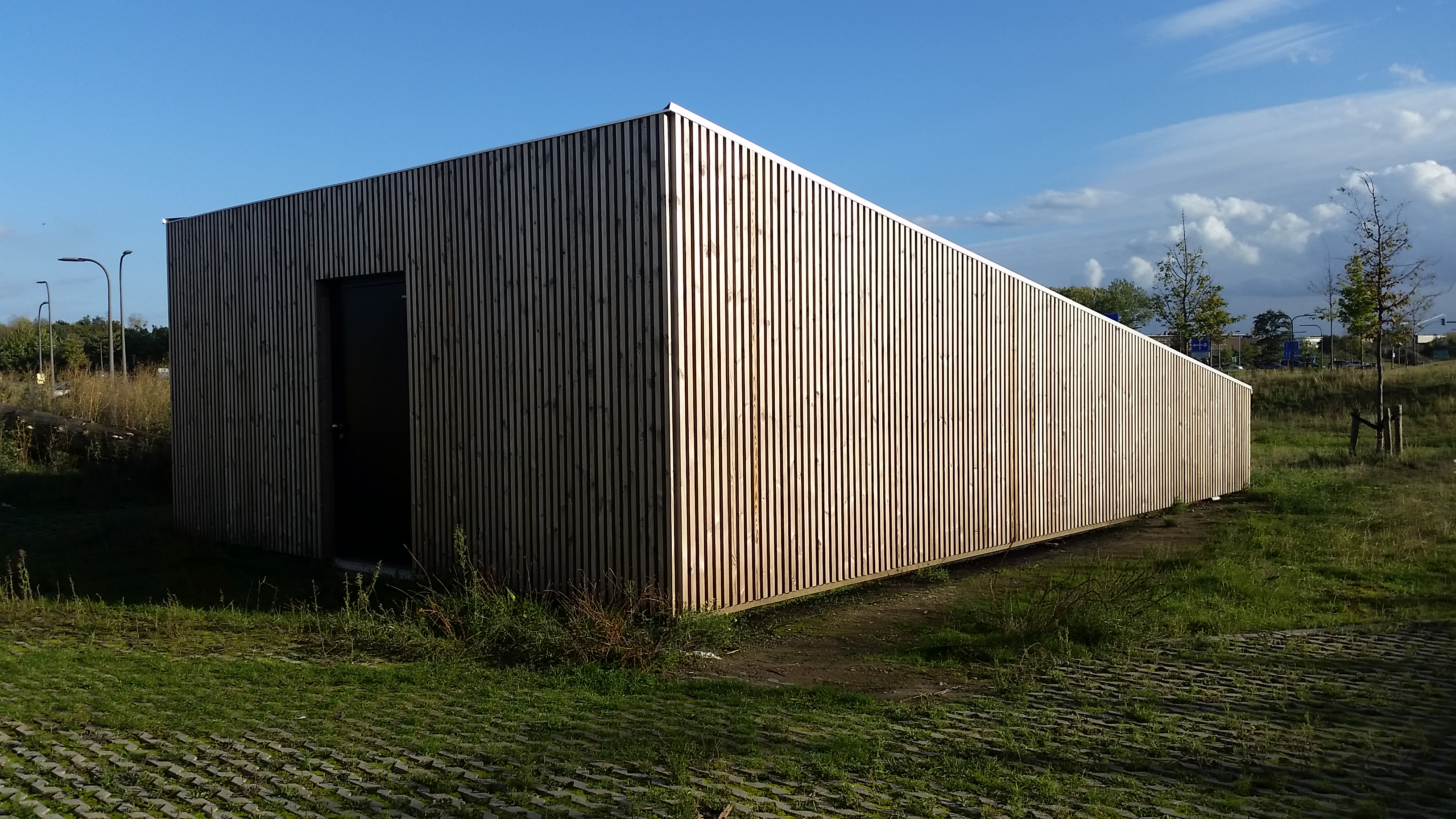

De werken aan het station begonnen in 1977, maar werden in 1981 stilgelegd. In 2017 opende deze tak voor tramverkeer, maar het station zelf is nog niet afgewerkt en de perrons werden tegen ongewenst bezoek afgedekt met metalen platen. Net als tramlijn 8 is het premetrodeel van lijn 10 momenteel een sneltram.